# Syrning
Syrning er en biokemisk proces, der indebærer, at sukkerarter nedbrydes til organiske syrer. Ved syrning af mælk omdannes mælkesukkeret således til mælkesyre.
Formålet med syrningen af fødevarer er primært at forlænge holdbarheden, men man kan også syrne for at fremme dannelsen af aromaer eller for at sænke pH-værdien. Syrningen sker enten via fermentering eller tilsætning af såkaldte syrevækkere, f.eks. mælkesyrekultur.
I det traditionelle centraleuropæiske køkken anvender man syrning til at konservere kål (se surkål), agurker og rødbeder. 
I Sverige og Finland benyttes teknikken også til surströming og surlaks.